# Marta Dziadura
Marta Dziadura (ur. 22 lutego 1981) – polska zawodniczka pięcioboju nowoczesnego, mistrzyni świata.
Pochodzi ze sportowej rodziny, jest córką Wiesława (zapaśnika w stylu klasycznym, olimpijczyka) i Krystyny z Parusińskich (instruktorki higieny), bratanicą Beaty Dziadury (olimpijki w wioślarstwie). Treningi sportowe rozpoczęła od pływania w MKS-MDK Warszawa, pięciobojem nowoczesnym zajęła się w trakcie nauki w Szkole Mistrzostwa Sportowego im. Janusza Kusocińskiego w Warszawie. Ma na koncie wiele sukcesów jako juniorka, m.in. w 1998 została mistrzynią świata juniorek w czwórboju nowoczesnym.
W 2004 została mistrzynią świata seniorek w konkurencji sztafet. Rok później na mistrzostwach świata w Warszawie zajęła indywidualnie 5. miejsce. Wielkie sukcesy przyniósł jej rok 2006 – na mistrzostwach Europy w Budapeszcie zdobyła w sztafecie złoty medal, a w listopadzie 2006 na mistrzostwach świata w Gwatemali wywalczyła trzy tytuły – indywidualnie, w drużynie i w sztafecie. W chwili osiągnięcia tych sukcesów była studentką V roku Akademii Wychowania Fizycznego w Warszawie. W 2007 roku zdobyła srebrny medal w sztafecie na mistrzostwach świata w Berlinie. W następnym roku-2008- zdobyła złoty medal mistrzostw świata w drużynie (Budapeszt). Łącznie wywalczyła w karierze 15 medali ME i MŚ juniorek i seniorek. Reprezentowała barwy klubowe warszawskiej Legii. Karierę zakończyła po igrzyskach olimpijskich w 2008 roku w Pekinie zdobywszy kwalifikację do startu, ale decyzją sztabu szkoleniowego była jedynie zawodniczką rezerwową.
Mistrzyni Polski seniorek w latach 2005-2007.
Odznaczona dwukrotnie Złotym Krzyżem Zasługi (2004 i 2007), w 2006 zajęła 7 miejsce w Plebiscycie Przeglądu Sportowego na najlepszego sportowca roku.